# 배엽
배엽(germ layer)은 동물의 배아 발생 동안의 세포 그룹을 말하는 것이다. 특별히 척추동물에서 주로 쓰는 표현이다. 모든 동물들은 해양동물보다 복잡하게 두 개 혹은 세 개의 1차 배엽을 만든다. 방사성 대칭을 가진 자포동물(cnidaria)은 두개의 배엽인 외배엽(ectoderm)과 내배엽(endoderm)을 만든다. 좌우 대칭인 동물들은 외배엽과 내배엽 사이에 중배엽(mesoderm)을 만들어 삼배엽을 가진다. 배엽들은 결국에 기관형성을 통해 모든 세포와 기관을 만들게 된다.

## 발생

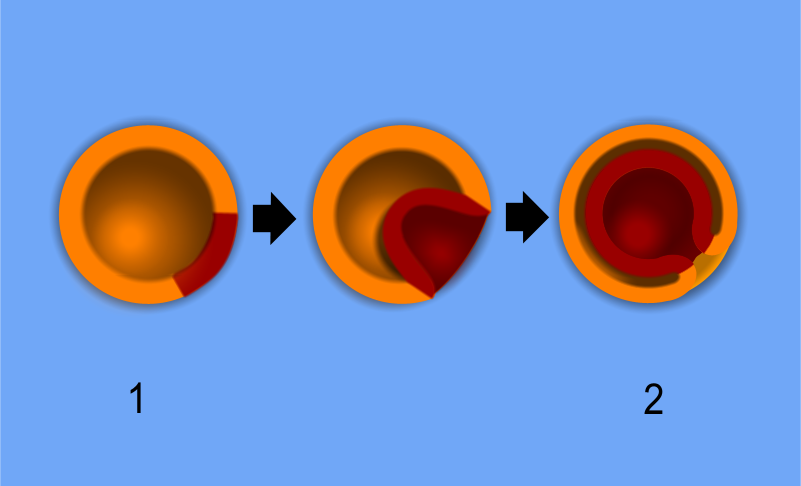
이배엽의 낭배형성: (1) 포배에서 (2) 낭배로의 배엽형성. 외배엽 세포(오렌지색)들 중 일부가 안쪽으로 들어와서 내배엽(붉은색)을 만든다.

수정은 접합자의 형성을 이끈다. 이어서 접합자는 난할을 거치면서 체세포분열을 통해 작은 공 모양의 주머니배가 된다. 주머니배는 낭배 형성을 거쳐 2개 혹은 3개의 배엽으로 이루어진 낭배가 된다. 척추동물에서, 이 배엽들이 나중에 세포와 기관이 된다.
인간에서, 3일이 지난후에, 접합자는 체세포분열을 통해 단단한 세포 덩어리를 만드는데 이것을 오디배라고 부른다. 이것은 곧 주머니배로 바뀌는데, 주머니배의 겉은 영양막, 내부는 태자배엽(embryoblast) 이라고 부른다. 자궁의 액체로 차있는 주머니배는 투명대에서 터져나오고 착상하게 된다. 속세포덩이는 처음에 위판과 아래판의 두 층으로 되어 있다. 2주 마지막에 원시선조가 나타난다. 이 부근의 위판은 원시선조를 향해 이동하고 들어간 뒤, 새로운 층을 형성한다. 이 층이 내배엽이다. 위판 세포들은 계속 이동하여 두 번째 층을 형성하는데 이것이 중배엽이다. 이제 가장 위 층에 있는 것이 외배엽이 된다.

## 외배엽

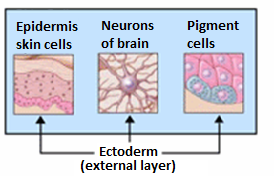
외배엽은 조직의 표피를 만들고, 뇌의 신경형성을 돕는다.

외배엽은 몸의 표면을 덮는 조직이다. 외배엽은 배엽에서 처음 나타났고 가장 밖을 형성한다.
외배엽은 다음을 형성한다.
중추신경계, 눈의 수정체, 두개골과 감각, 신경절과 신경, 색소세포, 머리 결합조직, 표피, 체모, 젖샘.

## 내배엽

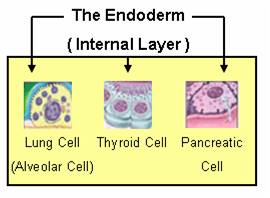
내배엽이 폐, 갑상선, 그리고 이자를 만든다.

내배엽은 배엽의 한 종류로 동물의 배발생 동안 생성된다. 세포들은 낭배의 안으로 이동하여 내배엽으로 형성된다.
내배엽은 처음에 편평세포로 구성된다. 내배엽은 전체 소화 투브의 전체를 덮는데, 입, 인두 그리고 직장의 마지막부분은 제외된다. 내배엽은 또한 간과 이자를 포함하는 소화관의 샘을 형성한다.
내배엽은 아래와 같은 기관을 형성한다.
위, 결장, 간, 이자, 방광, 요도관, 기도의 표피, 폐, 인두, 갑상샘, 부갑상샘, 그리고 장

## 중배엽

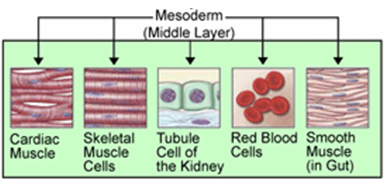
중배엽은 심장근, 골격근, 평활근, 신장내 조직, 그리고 적혈구를 만드는데 돕는다.

중배엽은 삼배엽 동물의 배아에서 만들어진다. 낭배 형성 과정에서, 몇몇 세포들이 안쪽으로 들어오게 되는데 내배엽과 외배엽 사이에 추가적인 배엽이 중배엽이다. 
중배엽의 구조는 체강의 발생으로 이끌어진다. 체강 안에서 생긴 장기들은 체액이 충격으로부터 그들을 보호해주며, 자유롭게 움직이고 성장하고 발생한다.
중배엽은 다음을 형성한다.
골격근, 골격, 진피, 결합조직, 비뇨생식계, 심장, 혈액(림프세포), 신장, 그리고 비장

## 신경능
신경능의 중요성 때문에, 신경능은 때때로 네 번째 배엽으로 생각되기도 한다. 그러나 신경능은 외배엽에서 온 것이다.

## 같이 보기
- 종자세포
- 배엽에서 유래된 사람 세포 유형 목록